# Oncocnemis diffusa
Oncocnemis diffusa là một loài bướm đêm trong họ Noctuidae.